# Mbagnick Ndiaye
Mbagnick Ndiaye (5 de noviembre de 1993) es un deportista senegalés que compite en judo.
Ganó dos medallas en los Juegos Panafricanos, en los años 2019 y 2023, y once medallas en el Campeonato Africano de Judo entre los años 2014 y 2025.

## Palmarés internacional
| Juegos Panafricanos | Juegos Panafricanos         | Juegos Panafricanos | Juegos Panafricanos |
| Año                 | Lugar                       | Medalla             | Categoría           |
| ------------------- | --------------------------- | ------------------- | ------------------- |
| 2019                | Rabat (Marruecos)           | Medalla de oro      | +100 kg             |
| 2023                | Acra (Ghana)                | Medalla de plata    | +100 kg             |
| Campeonato Africano |                             |                     |                     |
| Año                 | Lugar                       | Medalla             | Categoría           |
| 2014                | Puerto Louis (Mauricio)     | Medalla de bronce   | –100 kg             |
| 2017                | Antananarivo (Madagascar)   | Medalla de plata    | Abierta             |
| 2017                | Antananarivo (Madagascar)   | Medalla de bronce   | +100 kg             |
| 2018                | Túnez (Túnez)               | Medalla de plata    | +100 kg             |
| 2019                | Ciudad del Cabo (Sudáfrica) | Medalla de oro      | +100 kg             |
| 2020                | Antananarivo (Madagascar)   | Medalla de oro      | +100 kg             |
| 2021                | Dakar (Senegal)             | Medalla de bronce   | +100 kg             |
| 2022                | Orán (Argelia)              | Medalla de bronce   | +100 kg             |
| 2023                | Casablanca (Marruecos)      | Medalla de oro      | +100 kg             |
| 2024                | El Cairo (Egipto)           | Medalla de bronce   | +100 kg             |
| 2025                | Abiyán (Costa de Marfil)    | Medalla de plata    | +100 kg             |